# Муйрхертах Мак Лохлайнн

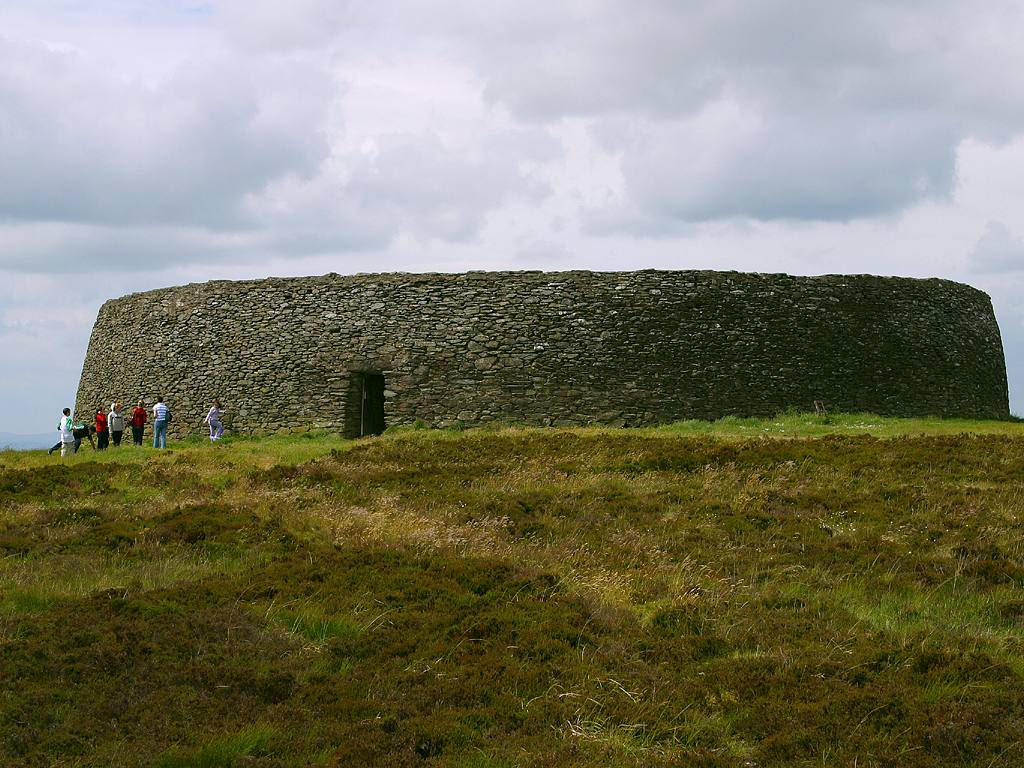
Руины крепости Грианан Айлех — резиденции короля Муйрхертаха мак Лохлайнна

Муйрхертах Мак Лохлайнн (ирл. Muirchertach Mac Lochlainn; погиб в 1166) — король Айлеха (1136—1143 и 1145—1166), верховный король Ирландии (1156—1166).

## Биография

### Происхождение
Происходил из рода Кенел Эогайн, ветви династии Уи Нейллов. Сын Ниалла Мак Лохлайнна (? — 1119), короля Тирконнелла (1101—1119), и внук Домналла Уа Лохлайнна (1048—1121), короля Айлеха (1083—1121) и верховного короля Ирландии (1090—1121).

### Приход к власти и правление
В 1136 году после смерти своего дяди Конхобайра Мак Домналла Муйрхертах унаследовал королевский престол Айлеха. В 1142 году одержал ряд побед над более мелкими вассальными кланами, но сам был ранен во время военной кампании. В 1143 году потерял королевский престол Айлеха, правителем которого стал Домналл Уа Гайрмледайг (1143—1145). В 1145 году при поддержке королей Айргиаллы и Кенел Конайлла Муйрхертах Мак Лохлайнн вернул себе королевский трон Айлеха.
В 1156 году после смерти верховного короля Тойрделбаха Уа Конхобайра (ирл. — Toirdelbach Ua Conchobair) Муйхертах Мак Лохлайнн захватил престол верховных королей Ирландии. Королевский престол пытался занять сын Тойрделбаха — Руайдри Ва Конхобайр, но в 1156 году ему это не удалось — он не смог преодолеть сопротивление кланов Кенал Конайлл, Кенал Эогайн, северных королевств, таких как Улад и Айлех, которые считали, что трон верховных королей должен принадлежать только династии О’Нейлл.
В 1159 году он выдержал нападение короля Коннахта Руайдри Уа Конхобайра. Южные и западные королевства Ирландии — Коннахт, Лейнстер, Мунстер и Осрайге были недовольны его пребывания на троне верховных королей. Однако на севере Ирландии среди северных королей тоже не было однозначной поддержки и нашлось немало врагов. Но Муйрхертах Мак Лохлайнн сумел достичь дипломатического взаимопонимания и перемирия с врагами. Из северных королевств он взял заложников как залог мира. Епископ Армы и многие другие как религиозные так и светские деятели Ирландии присягнули ему на верность. Присягу нарушили Эохайд мак Кон Улад мак Дуйнн Слейбе (ирл. — Eochaid mac Con Ulad Mac Duinn Sléibe) — король Ульстера и начал войну против верховного короля. Однако он был разбит, схвачен и ослеплен. Но положение короля Муйрхертаха Мак Лохлайнна становилось все более трудным — все союзники покинули его. Против верховного короля выступили короли Айргиаллы и Брейфне. У него осталось только 16 верных соратников. Они были окружены и убиты в бою в 1166 году к югу от Армы. Он был похоронен в королевской усыпальнице в Арме.

### Семья
Муйрхертах Мак Лохлайнн имел несколько сыновей:
- Лохлайнн (ум. 1160)
- Конхобар мак Муйрхертайг мак Лохлайнн (ум. 1170), король Айлеха (1166—1167)
- Ниалл мак Муйрхертайг мак Лохлайнн (ум. 1176), король Айлеха (1167—1176)
- Маэл Сехлайнн мак Муйрхертайг мак Лохлайнн (ум. 1185), король Айлеха (1177—1185)
- Муйрхертах мак Муйрхертайг мак Лохлайнн, король Тир Эогайн (1188—1196)